# Myiopharus magnicornis
Myiopharus magnicornis là một loài ruồi trong họ Tachinidae.